# Северный округ (Архангельск)
Се́верный о́круг — один из девяти территориальных округов Архангельска. Расположен в северо-восточной части Архангельска.
Площадь территории — 9,28 км². В округ входят: посёлок Первых Пятилеток (народное название — «Сульфат»), деревни Верхняя и Нижняя Повракула, 3-я Соломбальская деревня, посёлок Конзихинский (Конзиха). Округ располагается на левом берегу протоки Северной Двины реки Кузнечиха, на Повракульском острове.

## Население
| 1997    | 2002    | 2008    | 2010    | 2011    | 2012    | 2013    |
| ------- | ------- | ------- | ------- | ------- | ------- | ------- |
| 26 335  | ↘25 408 | ↗25 857 | ↘24 821 | ↘24 320 | ↗24 903 | ↗24 925 |
| 2014    | 2015    | 2016    | 2021    |         |         |         |
| ↗25 005 | ↗25 148 | ↘25 126 | ↘16 545 |         |         |         |

## История
С 1 апреля 1936 года на территории округа действовал Соломбальский целлюлозно-бумажный комбинат (СЦБК). Вокруг него начался возводиться поселок, поначалу все здания в нём были деревянные, но уже в 1937 было построено первое кирпичное здание-школа № 37. В годы Великой Отечественной войны многие работники СЦБК ушли на фронт, а здание школы № 37 было передано под госпиталь № 2530.
Уже после войны, в декабре 1945 было построено здание культурного центра северный. С начала 60-х в поселке было развернуто масштабное строительство, шло активное строительство кирпичных домов. В 1965 было построено здание школы № 43, а в 1975 школы № 51. В 1968 было построено 31 училище-(современный СТТТ)
В 1991 году, в соответствии с постановлением мэра г. Архангельска от 13 ноября 1991 года № 2 и решением Архангельского городского совета депутатов от 15 ноября 1991 года № 88 «Об образовании территориальных городских округов», была произведена реорганизация структуры органов управления города, в результате которой ликвидировано деление на районы и образованы 9 территориальных округов, в том числе Северный (из северо-восточной части упразднённого Соломбальского района).
С 2012 года остановил свою работу СЦБК, согласно словам руководства остановка была плановой, но завод больше не заработал, а в августе 2015 года был признан банкротом.

## Инфраструктура
На территории находятся городская клиническая больница № 6 (с поликлиникой № 2), средние общеобразовательные школы № 37, 43 и 51, Архангельский государственный многопрофильный колледж (образован путем реорганизации в форме присоединения индустриально-педагогического колледжа (АИПК, бывш. ПУ № 15) к аграрному техникуму (ААТ, бывш. АСХТ), располагающемуся по адресу ул. Ильича, 43), Северный техникум транспорта и технологий (СТТТ, бывш. ПУ № 31), Факультет технологии и предпринимательства С(А)ФУ, культурный центр «Северный», Физкультурно-спортивный комплекс им. А. Ф. Личутина (стадион и бассейн), бывший Соломбальский лесопильно-деревообрабатывающий комбинат (СЛДК) и бывший Соломбальский целлюлозно-бумажный комбинат (СЦБК). В 2018 году Группа компаний «УЛК» выкупила у ООО «Поморская лесопильная компания» бывший Соломбальский ЛДК. Производство на площадке бывшего Соломбальского ЛДК к 2023 году закроют, пеллетный завод перевезут в Карпогоры. На территории бывшего Соломбальского ЛДК планируется строительство большого жилого комплекса.
Крупнейшие улицы Северного округа: Кировская, Ильича, Партизанская, Химиков, Добролюбова, Ударников, Репина, Мусинского, Красных Маршалов, Целлюлозная, Кольская, Малиновского, 40 лет Великой Победы.